# Werner Meyer (Handballspieler)
Werner „Kress“ Meyer (* 30. Mai 1914; † 10. September 1985) war ein Schweizer Handballspieler, der an den Olympischen Sommerspielen 1936 in Berlin teilgenommen hat. Dort war er Teil des Schweizer Handballteams, das Bronze gewonnen hat. Er hat dabei in drei Duellen mitgespielt. Weiterhin lief er für den Schweizer Verein ATV Basel auf.